# Scharnhorst-orde
De Scharnhorst-orde (Duits: Scharnhorst-Orden) was een orde van de DDR, deze militaire onderscheiding werd door de Staatsraad van de DDR toegekend aan personen en militaire eenheden. De orde werd op 17 februari 1966 ingesteld door de Raad van Ministers van de DDR en tot aan de ondergang van de DDR in 1990 toegekend.
Het ontwerp van het versiersel van de Scharnhorstorde was van Klaus Berndorf. Het portret van de veldheer werd door Fritz Schultz uitgevoerd.
De Scharnhorstorde had een graad en werd vernoemd naar de Pruisische generaal Gerhard von Scharnhorst. Scharnhorst werd in de DDR door de militaire theoretici bewonderd vanwege zijn hervormingen van het Pruisische militaire systeem en het definiëren van de beginselen van een nationaal leger. Het zogenaamde Volksleger van de DDR zag zich in de traditie van de Duitse bevrijdingsoorlogen van 1813 tot 1815 en daarom als een "nationaal leger".
De medaille werd toegekend voor uitmuntende militaire verdiensten, bijdragen aan de bescherming van de DDR, versterking van de nationale verdediging van de DDR en als vaandeldecoratie aan eenheden, verenigingen en andere, ook civiele, instanties.
Er waren "lintjesdagen" vastgesteld waarop de Scharnhorstorde werd toegekend. Verschillende instanties hadden hun eigen "Scharnhorstdag".
- Het Nationale Volksleger, de Nationale Volksarmee, zag op 1 maart van ieder jaar benoemingen in deze orde tegemoet
- De militairen van de grenstroepen van de DDR kregen de Scharnhorstorde op de verjaardag van deze eenheid op 1 december van ieder jaar
- De Dienst Civiele Bescherming van de DDR kregen de orde op de verjaardag van die dienst op 11 februari van ieder jaar
- Medewerkers van het Ministerie voor Staatsveiligheid, de berucht geworden Stasi, kregen de orde uitgereikt op de verjaardag van de Stasi op 8 februari van ieder jaar.

Daarnaast werd de Orde ook toegekend aan leden van andere gewapende instellingen van de DDR die niet noodzakelijkerwijs gewapend hoefden te zijn. De orde werd ook uitgereikt aan buitenlands militair personeel. Een van de dragers was de Russische maarschalk Viktor Kulikov Georgievich. De gedecoreerden ontvingen behalve het versiersel een oorkonde en een eenmalige dotatie van 5.000 Mark.
Hoewel de Scharnhorstorde de hoogste militaire onderscheiding van de DDR was, stond deze orde in de volgorde van alle onderscheidingen van de DDR op de zevende plaats.

## Orden in hetdecoratiestelselvan de DDR
.
- 1. De Karl Marx-orde
- 2. De Held van de DDR
- 3. De Held van de Arbeid
- 4. De Ster der Volkerenvriendschap

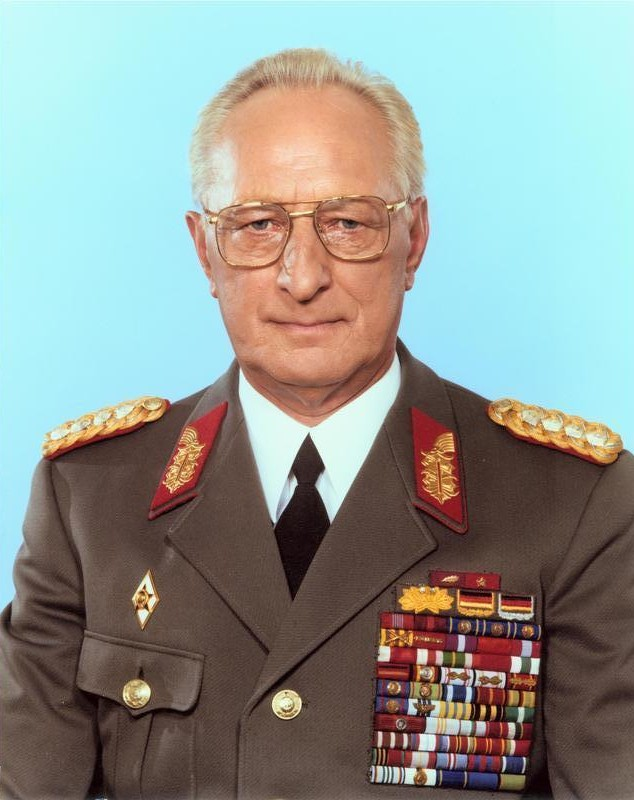
Generaal Keßler, drager van de Karl Marx-orde en Held van de DDR met drie batons van de Scharnhorstorde

- 5. De Vaderlandse Orde van Verdienste
- 6. De banier van de Arbeid
- 7. De Scharnhorst-orde
- 8. De Strijdorde voor Verdienste voor Volk en Vaderland
- 9. De Blücher-orde (Deze orde werd in 1965 ingesteld maar niet uitgereikt)
- 10 De Orde van Militaire Verdienste van de Duitse Democratische Republiek

De Scharnhorst-orde werd op de linkerborst gedragen aan een vijfhoekig lint naar Russisch voorbeeld. Het uiterlijk van de medaille werd van 1966 tot 1989 meerdere malen veranderd. De Scharnhorst-orde was oorspronkelijk een gouden ster met emaille en gouden stralen. In het centrale medaillon van de ster was in het blauwe veld het portret van een Scharnhorst in goud aangebracht, daaronder werden twee gekruiste gouden dolken geplaatst.

## De verschillende versies
- 1. Uitvoering 1966-1972: Een medaille van de Orde van verguld zilver met vijf op de achterzijde geplaatste klinknagels.
- 2. Uitvoering 1973-1980: Een medaille van de Orde van verguld onedel metaal, de achterzijde is glad met een centrale klinknagel.
- 3. Uitvoering 1980-1989: Een medaille van tombak met een gladde rug zonder klinknagels, het medaillon werd vastgelijmd.

In de 23 jaar van haar bestaan volgde de Scharnhorstorde de neergang van de economie van de DDR. Kostbare metalen waren niet langer beschikbaar voor het fabriceren van eretekens.

## Het lint
Het lint van de Scharnhorstorde was blauw met gouden biesen.

## Bekende dragers van de Scharnhorstorde
- Generaal Karl-Heinz Wagner
- Generaal Heinz Hoffmann
- Generaal Heinz Kessler
- Premier Willi Stoph
- Spionagechef Erich Mielke
- Kolonel-generaal Fritz Streletz
- Generaal Klaus-Dieter Baumgarten
- Generaal-majoor Leopold Gotthilf